# Nemzetközi Büntetőbíróság

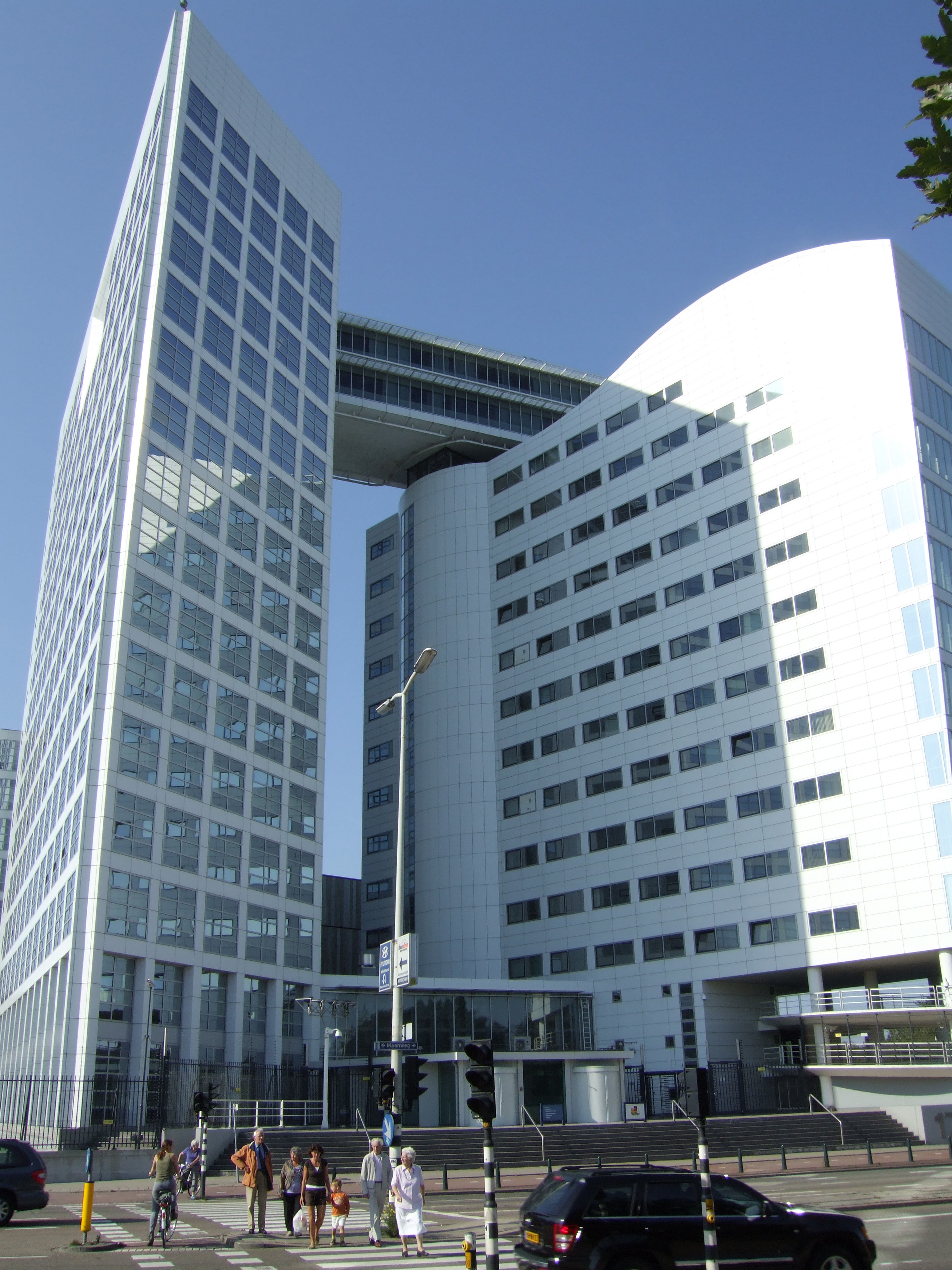
A Bíróság hágai átmeneti épülete

A Nemzetközi Büntetőbíróság (angolul International Criminal Court, ICC vagy ICCt) 2002-ben alakult állandó bíróság a népirtással, emberiesség elleni bűncselekményekkel, háborús bűncselekményekkel és az agresszió bűntettével gyanúsított egyének felelősségre vonására – az agresszió bűntette miatt vádolt személyek ügyeinek lefolytatására azonban csak 2017 óta van hatásköre. A Bíróság székhelye Hágában található, ugyanakkor tárgyalásait bárhol folytathatja.
A bíróság munkanyelve az angol és francia, hivatalos nyelve az arab, kínai, angol, francia, orosz és spanyol.
A Nemzetközi Büntetőbíróság nem tévesztendő össze a Nemzetközi Bírósággal, melynek szintén potenciálisan az egész világra kiterjedő joghatósága van.

## Története
A nemzetközi bűncselekményekkel vádolt politikai vezetők felelősségre vonására szolgáló nemzetközi bíróság létrehozását először a párizsi békekonferencia során, az első világháborút követően, 1919-ben javasolta a Felelősségi Bizottság.
A kérdést a Nemzetek Szövetsége égisze alatt 1937-ben Genfben tartott konferencián ismét megvitatták, amelynek eredményeként megkötötték az első egyezményt, amely előírja egy állandó nemzetközi bíróság létrehozását a nemzetközi terrorizmus cselekedeteinek kivizsgálására. Az egyezményt 13 állam írta alá, de egyik sem ratifikálta, és az egyezmény soha nem lépett hatályba.
A második világháború után a szövetséges hatalmak két ad hoc bíróságot hoztak létre a háborús bűncselekményekkel vádolt tengelyhatalmak vezetőinek megvádolása érdekében. A Nürnbergben székelő Nemzetközi Katonai Törvényszék a német vezetőket vonta felelősségre, míg a Távol-keleti Nemzetközi Katonai Törvényszék Tokióban a japán vezetőket vádolta meg. Az Egyesült Nemzetek Szervezete Közgyűlése 1948-ban először ismerte fel egy állandó nemzetközi bíróság létrehozásának szükségességét, mely lehetővé tenné a második világháború bűntetteit elítélő büntetőeljárásokhoz hasonlóak lefolytatását. A Közgyűlés kérésére a Nemzetközi Jogi Bizottság (angolul International Law Commission, ILC) az 1950-es évek elejéig két alapszabályt készített, ám ezeket a hidegháború alatt félretette, ami a Nemzetközi Büntetőbíróság létrehozását politikai szempontból lehetetlenné tette. Benjamin B. Ferencz, a második világháború utáni náci háborús bűncselekmények nyomozója, valamint az Einsatzgruppen-per tárgyalásán az Egyesült Államok hadseregének főügyésze a nemzetközi jogállamiság és a nemzetközi büntetőbíróság elkötelezett támogatójává vált. 1975-ben kiadott első könyvében, melynek címe a „Nemzetközi agresszió meghatározása: A világbéke keresése”, egy ilyen bíróság létrehozását szorgalmazta.
A másik nagy hírű ügyvéd Robert Kurt Woetzel volt, aki 1970-ben társszerzője volt az „Egy megvalósítható Nemzetközi Büntetőbíróság felé” c. könyvnek, és 1971-ben létrehozta a Nemzetközi Büntetőbíróság Létrehozásáért Alapot.

### Az állandó, nemzetközi hatáskörű büntetőbíróság létrehozása
1989 júniusában Trinidad és Tobago miniszterelnöke, A. N. R. Robinson újjáélesztette az állandó nemzetközi büntetőbíróság gondolatát, javasolva egy ilyen bíróság létrehozását az illegális kábítószer-kereskedelem megfékezésére. Trinidad és Tobago javaslatát követően a Közgyűlés megbízta az Nemzetközi Jogi Bizottságot az állandó bíróság statútumának megfogalmazásával. Miközben elkezdték kidolgozni a tervezetet, az Egyesült Nemzetek Szervezetének Biztonsági Tanácsa az 1990-es évek elején két ad hoc bíróságot hozott létre: a volt Jugoszláviával foglalkozó Nemzetközi Büntetőtörvényszéket, amelyet 1993-ban hoztak létre a jugoszláv háborúk során a fegyveres erők által elkövetett nagyszabású atrocitásokkal kapcsolatban, és a Ruandával foglalkozó Nemzetközi Büntetőtörvényszéket, amelyet 1994-ben hoztak létre a ruandai népirtás után. Ezen bíróságok létrehozása tovább hangsúlyozta az állandó nemzetközi büntetőbíróság szükségességét.
1994-ben az Nemzetközi Jogi Bizottság benyújtotta a közgyűlésnek a Nemzetközi Büntetőbíróság végleges statútumtervezetét, és egy konferencia összehívását javasolta egy olyan szerződés megtárgyalására, amely a bíróság alapokmánya lenne.
A statútumtervezetben szereplő lényegi kérdések megvitatása céljából a közgyűlés létrehozta a Nemzetközi Büntetőbíróság létrehozásával foglalkozó ad hoc bizottságot, amely 1995-ben kétszer ülésezett. A bizottság jelentésének megvizsgálása után a közgyűlés létrehozta az a Nemzetközi Büntetőbíróság létrehozására az egységes szövegtervezetet. 1996 és 1998 között az előkészítő bizottság hat ülését tartották az Egyesült Nemzetek Szervezetének székhelyén, New Yorkban, amelynek során a civil szervezetek hozzájárultak és részt vettek a Nemzetközi Büntetőbíróság koalíciójának ernyőszervezete keretében zajló üléseken. 1998 januárjában az előkészítő bizottság elnöke és koordinátorai az ülésszakok közötti ülésre hívtak össze a hollandiai Zutphenben, hogy a cikktervezetek terveit technikailag konszolidálják és újra strukturálják.
Végül a közgyűlés konferenciát hívott össze Rómában 1998 júniusában azzal a céllal, hogy a szerződést véglegesítése, hogy az a bíróság alapokmánya legyen. 1998. július 17-én a Nemzetközi Büntetőbíróság római statútumát 120 szavazattal fogadták el 7 ellenében, 21 ország tartózkodott. A hét ország, amely a szerződés ellen szavazott: Kína, Irak, Izrael, Líbia, Katar, az Amerikai Egyesült Államok és Jemen.
Izrael azért utasította el a szerződést, mert a háborús bűncselekmények listájába felvették „a népesség megszállt területre történő áttelepítését”.
A római statútum 60 ratifikációt követően, 2002. július 1-jén lépett hatályba, és evvel hivatalosan létrejött a Nemzetközi Büntetőbíróság. A 18 tagú első bíróság tagjait a részvevő államok közgyűlése választotta meg 2003 februárjában. A Nemzetközi Büntetőbíróság 2003. március 11-i alakuló ülésén a megválasztott bírák esküt tettek. A bíróság 2005. július 8-án adta ki első elfogatóparancsát, az első tárgyalásait pedig 2006-ban tartotta. A bíróság 2012-ben hozta meg első ítéletét, amikor Thomas Lubanga Dyilo kongói hadurat bűnösnek találta a gyermekkatonákkal kapcsolatos háborús bűncselekményekben. A  pernek, 2008. június 23-án kellett volna kezdődnie, de 10 nappal korábban leállítottak, mert a bírók úgy ítélték meg, hogy azzal, hogy az ügyész nem volt hajlandó a potenciálisan felmentő anyagok bemutatására, sérült Lubanga tisztességes eljáráshoz való joga. Lubanga tárgyalását végül 2009. január 26-án indították meg ismét. A 2005-ös elfogását és 2006-os Hágába vitelét követően végül 2012-ben hirdettek ítéletet. Miután az év márciusában megállapították bűnösségét, július 10-én tizennégy év börtönre ítélték.
2010-ben a római statútum államai az ugandai Kampalában tartották a Nemzetközi Büntetőbíróság római statútumának első felülvizsgálati konferenciáját. A felülvizsgálati konferencia két olyan határozat elfogadásához vezetett, amely módosította a bíróság joghatósága alá tartozó bűncselekmények körét. Az 5. határozat módosította a háborús bűncselekményekről szóló 8. cikkelyt bizonyos típusú fegyverek használatának bűncselekménnyé nyilvánításával a nem nemzetközi konfliktusokban, amelyek használatát a nemzetközi konfliktusokban már korábban is tiltották. Az alapokmány 5. cikkelye 2. bekezdésének megfelelően a 6. határozat rögzítette az agresszió bűncselekmény joghatóságának fogalmát és eljárását.

### A bírósággal szembeni lépések
Az Obama adminisztráció idején az Egyesült Államok elutasítása a Nemzetközi Büntetőbírósággal szemben "pozitív elkötelezettséggé" változott, bár a Római Statútum ratifikálására nem mutatott hajlandóságot. Később, a Trump adminisztráció újra lényegesen ellenségesebb lett a bírósággal szemben, vízumkorlátozásokat vezetett be a Nemzetközi Büntetőbíróság alkalmazottaival szemben azon aggályainak hangot adva, hogy nyomozást lehet indítani az amerikai állampolgárok ellen afganisztáni állítólagos háborús bűncselekmények kapcsán.
Burundi, Dél-Afrika és Gambia, miután azt állították, hogy a bíróság elfogult bizonyos afrikai államokkal szemben, 2016 októberében bejelentették a Római Statútumból való kilépésüket. Azonban az az évi, későbbi elnökválasztás után, amely Yahya Jammeh hosszú uralmát szakította meg, Gambia visszavonta kilépési szándékát. A Dél-afrikai Legfelsőbb Bíróság 2017. elején meghozott döntése szerint a kilépés alkotmányellenes lenne, és arra kötelezte a dél-afrikai kormányt, hogy tájékoztassa az ENSZ-t arról, hogy visszavonja a kilépésére vonatkozó határozatát. Végül is Burundi  2017. október 27-én ténylegesen kilépett a Nemzetközi Büntetőbíróság tagjai közül. A burundi kormány szerint a bíróság kettős mércét alkalmazva túlzottan összpontosít az afrikai országokra. Több elemző 2016-2017-re a Nemzetközi Büntetőbíróságból további afrikai kilépéseket prognosztizált. Úgy vélték, hogy Kenya, Namíbia és Uganda hamarosan követheti a bíróságból való kilépés burundi példáját. Az elemzők jóslata nem bizonyult igaznak, mint ahogy korábban az a feltételezésük is tévesnek bizonyult, hogy Dél-Afrika nem vonja vissza a kilépését.
Miután bejelentették, hogy a Nemzetközi Büntetőbíróság előzetes vizsgálatot indít a Fülöp-szigeteken a fokozódó kábítószer-háború kapcsán, Rodrigo Duterte elnök 2018. március 14-én bejelentette, hogy a Fülöp-szigetek elindítja a kilépési folyamatot, amit aztán 2019. március 17-én zártak le. A Nemzetközi Büntetőbíróság rámutatott, hogy a Fülöp-szigetek felett fennállt a joghatósága abban az időszakban, amikor a római statútum részes fele volt, 2011. november és 2019. március között.

## Szervezeti felépítés
A Nemzetközi Büntetőbíróságot a részvevő országok közgyűlése irányítja, amely azokból az államokból áll, amelyek a Római Statútum tagjai. A Közgyűlés megválasztja a Bíróság tisztviselőit, jóváhagyja annak költségvetését és elfogadja a Római Statútum módosításait.
A Bíróság négy testülete:
- az Elnökség
- az Igazságügyi Tanács, melyet a Fellebbviteli Kollégium, az Elsőfokú Kollégium és a Tárgyalás-előkészítő Kollégium alkot
- az Ügyészi Hivatal és a
- Jegyző.

### Tagországok
2019 májusáig 125 ország fogadta el a Bíróság alapokmányát, beleértve Dél-Amerika összes országát, szinte egész Európát, az Európai Unió összes tagállamát, Óceánia nagy részét és Afrika nagyjából felét. Burundi és a Fülöp-szigetek tagok voltak, de később 2017. október 27-én, illetve 2019. március 17-én visszaléptek. További 31 ország aláírta, de nem ratifikálta a Római Statútumot. A szerződések törvénye kötelezi ezeket az államokat, hogy tartózkodjanak a Szerződés tárgyát és célját sértő cselekedetektől mindaddig, amíg ki nem jelentik, hogy nem szándékoznak a Szerződés részesévé válni. Négy aláíró állam – Izrael, Szudán, az Egyesült Államok és Oroszország – arról értesítette az ENSZ főtitkárát, hogy nem szándékoznak a jövőben taggá válni, és mint ilyenek nincsenek jogi alapú kötelezettségeik az alapokmány aláírása alapján.  Az ENSZ negyvenegy tagállama nem írta alá és nem csatlakozott a Római Statútumhoz. Néhányan, köztük Kína és India, kritikusak a Bírósággal szemben. Ukrajna, egy nem ratifikáló aláíró, 2013-tól kezdve elfogadta a Bíróság joghatóságát, 2025-ben pedig tagállama is lett.

#### A tagországok közgyűlése
A Bíróság irányító, felügyeleti és jogalkotó testülete a részvevő országok közgyűlése, minden tagállam egy képviselőjéből áll. Minden államnak egy szavazata van, és minden erőfeszítést meg kell tenni a konszenzusos döntések meghozatala érdekében. Ha nem sikerül konszenzusra jutni, a döntéseket szavazás útján hozzák meg. A Közgyűléseken az elnök és két alelnök elnököl, akiket a tagok hároméves időtartamra választanak meg. A Közgyűlés évente egyszer teljes ülésszakra ül össze, felváltva New Yorkban és Hágában, szükség esetén rendkívüli üléseket is tarthat. Az ülések nyitva állnak megfigyelő államok és nem kormányzati szervezetek számára is.
A Közgyűlés választja meg a bírákat és az ügyészeket, dönt a Bíróság költségvetéséről, elfogadja az alapdokumentumokat  – például a szervezeti és működési szabályzatot – és felügyeletet biztosít a Bíróság szerveihez. A Római Statútum 46. cikke megengedi a Közgyűlésnek, hogy bírót vagy ügyészt távolítson el olyan bíró, vagy ügyész esetén, aki „nyomós magatartásbeli hibát vétett, vagy súlyos kötelezettségszegést követett el”, illetve „aki nem képes ellátni az alapokmányban előírt funkciókat”. A részvevő országok nem zavarhatják a Bíróság igazságszolgáltatási funkcióit. Az egyes ügyekkel kapcsolatos vitákat a  megfelelő bírósági részlegek rendezik. 2010-ben az ugandai Kampalaában a közgyűlés fő célkitűzése a Római Statútum felülvizsgálata volt.

### A Bíróság szervei
A Bíróság négy testületből áll, ezek az Elnökség, az Igazságügyi Tanács, az Ügyészi Hivatal és a Jegyző.

#### Elnökség
Az Ügyészi Hivatal kivételével az Elnökség felel a Bíróság megfelelő működéséért.
Az elnökből, valamint az első és a második alelnökből áll, akik a Bíróság bírái. Az elnököt és az alelnököket a bíróság bírái választják meg, legfeljebb két hároméves hivatali időtartamra.
| Terminus        | Elnök                        | Első Alelnök                   | Második Alelnök            |
| --------------- | ---------------------------- | ------------------------------ | -------------------------- |
| 2003–2006       | Philippe Kirsch              | Akua Kuenyehia                 | Elizabeth Odio Benito      |
| 2006–2009       | Philippe Kirsch              | Akua Kuenyehia                 | René Blattmann             |
| 2009–2012       | Song Sang-hyun               | Fatoumata Dembele Diarra       | Hans-Peter Kaul            |
| 2012–2015       | Song Sang-hyun               | Sanji Mmasenono Monageng       | Cuno Tarfusser             |
| 2015–2018       | Silvia Fernández de Gurmendi | Joyce Aluoch                   | Ozaki Kuniko               |
| 2018–2021       | Chile Eboe-Osuji             | Robert Fremr                   | Marc Perrin de Brichambaut |
| 2021–2024       | Piotr Hofmański              | Luz del Carmen Ibáñez Carranza | Antoine Kesia-Mbe Mindua   |
| 2024–napjainkig | Akane Tomoko                 | Rosario Salvatore Aitala       | Reine Alapini-Gansou       |

Akane Tomoko, a Bíróság elnöke 2024 és 2027 közt.

A jelenlegi elnök a japán Akane Tomoko, aki 2024. március 11 óta tölti be a hivatalt. Megbízatása 2027-ig tart.

#### Igazságügyi Tanács
Az Igazságügyi Tanácsot a Fellebbviteli Kollégium, az Elsőfokú Kollégium és a Tárgyalás-előkészítő Kollégium alkotja.
Az Igazságügyi Tanács a Bíróság 18 bírójából áll, akik fenti három kollégium tagjai és a Bíróság igazságszolgáltatási feladatait látják el.
A Bíróság bíráit a részvevő országok közgyűlése választja meg. A megbízatások kilencéves hivatali időtartamra szólnak, és a megválasztott bírók általában nem jogosultak újraválasztásra. Minden bírónak valamely a Római Statútumot ratifikált ország állampolgárának kell lennie, és két bíró nem lehet ugyanazon ország állampolgára. "Magas erkölcsiségű, pártatlan becsületességű, közmegbecsülésnek örvendő személyeknek kell lenniük, akik rendelkeznek az országukban a legmagasabb bírói tisztségbe történő kinevezéshez szükséges képesítéssel".

#### Ügyészi Hivatal
Az Ügyészi Hivatal (angolul The Office of the Prosecutor, OTP) felel a nyomozások és a büntetőeljárások lefolytatásáért.
Vezetője az ügyész, akit egy vagy több ügyészhelyettes segít. A Római Statútum alapján az Ügyészi Hivatal függetlenül jár el, ezért az ügyészség egyetlen tagja sem kérhet külső utasítást, illetve nem járhat el ilyen utasítások alapján, külső nyomásnak engedve, annak forrása lett légyen akár ország, nemzetközi szervezet, civil szervezet vagy magánszemély.
Az ügyész három esetben indíthat nyomozást:
- ha egy tagállam jelent neki egy helyzetet;
- ha az Egyesült Nemzetek Szervezetének Biztonsági Tanácsa jelent neki egy helyzetet, amely a nemzetközi békét és biztonságot fenyegeti, annak elhárítása érdekében,
- vagy ha az Tárgyalás Előkészítő Tanács felhatalmazza őt, hogy más forrásokból, például magánszemélyektől vagy nem kormányzati szervezetektől kapott információk alapján nyomozást indítson. 

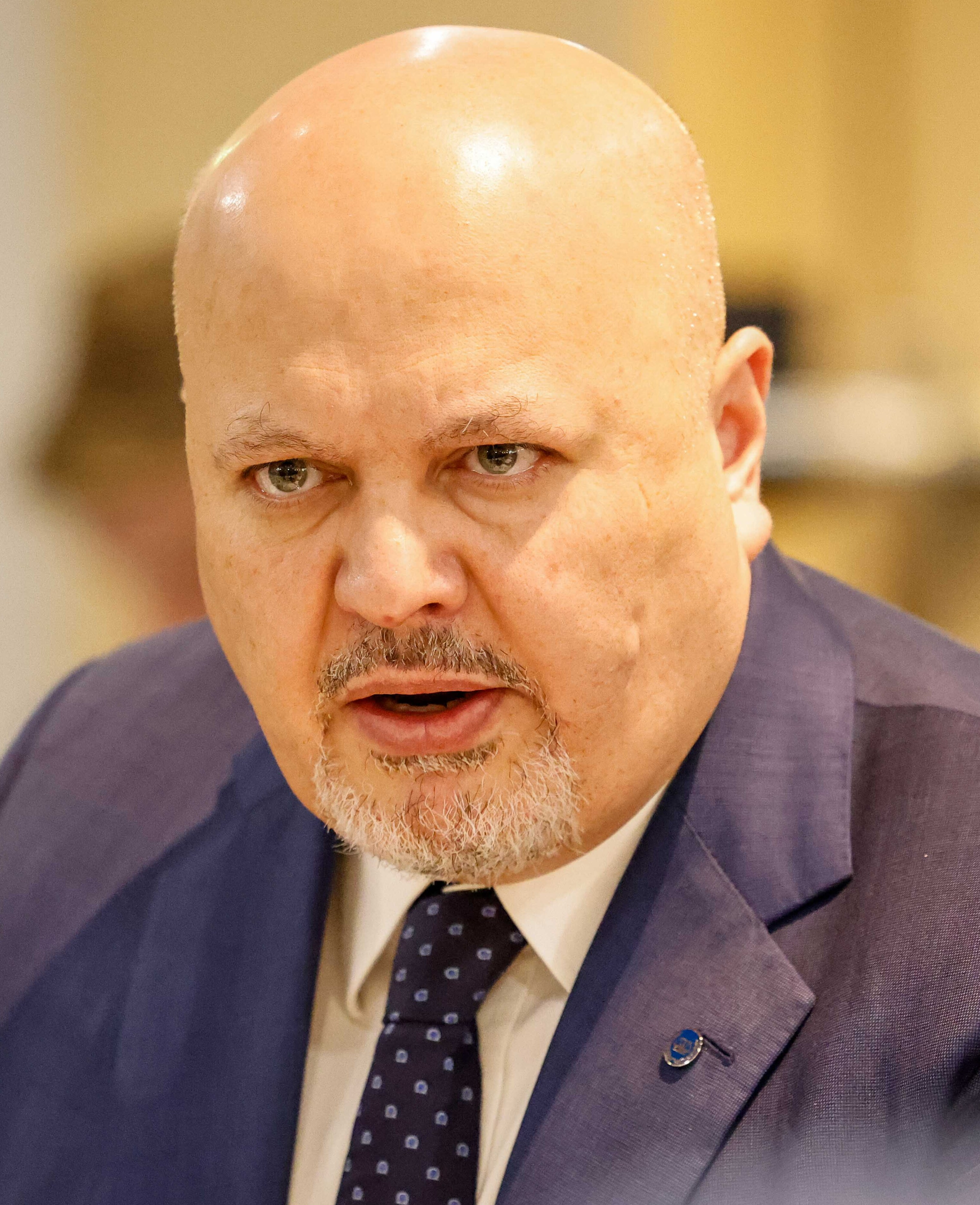
Karim Khan, a Nemzetközi Büntetőbíróság jelenlegi ügyésze.

Minden olyan személy, aki gyanúsított, vagy vádlott, kérheti az ügyész kizárását minden olyan ügyről, "amelyben pártatlanságát bármilyen okból észszerűen kétségbe lehet hozni". Az ügyészek kizárására irányuló kérelmeket a Fellebbviteli Tanács határozza meg. Az ügyészt a részes államok abszolút többségével el lehet távolítani, ha "súlyos kötelességszegést vagy feladatköre súlyos megsértését tapasztalták", vagy ha nem képes ellátni feladatait.
A Bíróság kritikusai ugyanakkor azt állítják, hogy "a Nemzetközi Büntetőbíróság ügyészének és a bíráknak nincs elegendő ellenőrzése és egyensúlya", és "nincs elegendő védelme a politikai indíttatású büntetőeljárások vagy más visszaélések ellen". Luis Moreno-Ocampo, a Nemzetközi Büntetőbíróság ügyésze 2011-ben hangsúlyozta a politikai együttműködés fontosságát a vádemelésben: "Nem mondhatom, hogy al-Bashir Londonban van, tartóztassák le. Ehhez szükség van politikai megállapodásra". Henry Kissinger szerint a kontroll annyira gyenge, hogy az ügyésznek "gyakorlatilag korlátlan mérlegelési lehetősége van".
2021. február 21-én Karim Khant választották ügyésszé. Így 2021. június 16. óta ő tölti be e posztot.

##### Eljárásrendi irányelvek
A Eljárásrendi irányelvek az Ügyészi Hivatal által időszakosan kiadott szakpolitikai dokumentumok, amelyekben meghatározzák az Ügyészi Hivatal fókuszában álló témákat, azok egyedi összetevőit és sokszor az esetek kiválasztásának kritériumait is. Noha egy politikai dokumentum nem hatalmazza fel a Bíróságot az igazságszolgáltatás területén a bűncselekmények szokásostól eltérő megítélésére, abban azonban iránymutató, hogy az Ügyészi Hivatal az elkövetkező itélkezési időszak során miként súlyozza az ügyeket. Az Ügyészi Hivatal eljárásrendi dokumentumai vita és felülvizsgálat tárgyát képezhetik.
A Nemzetközi Büntetőbíróság működésének kezdete óta a következő eljárásrendi irányelveket bocsátották ki:
- 2007. szeptember 1.: Az igazságszolgáltatás jelentőségéről szóló Eljárásrendi irányelv[68]
- 2010. április 12.: Az áldozatok bevonásáról szóló szakpolitikai dokumentum[69]
- 2013. november 1.: Eljárásrendi irányelv a feltáró vizsgálatokról[70]
- 2014. június 20.: Szakpolitikai dokumentum a szexuális és nemi alapú bűncselekményekről[71]
- 2016. szeptember 15.: Szakpolitikai dokumentum az esetek kiválasztásáról és a prioritások meghatározásáról[72]
- 2016. november 15: Gyermekekkel kapcsolatos irányelvek.[73]

###### Környezetvédelmi bűncselekmények
A 2016 szeptemberében megjelent Eljárásrendi irányelvben bejelentették, hogy a Nemzetközi Büntetőbíróság az esetek kiválasztásakor a környezeti bűncselekményekre fókuszál. E dokumentum szerint az Ügyészi Hivatal különös figyelmet fordít a Római Statútumban meghatározott azon bűncselekmények elkövetése kapcsán a vádemelésekre, amelyeket többek között a környezet pusztításával, a természeti erőforrások törvénytelen kiaknázásával, vagy a föld jogellenes elidegenítésével követtek el, vagy azzal járnak. ”. Ezt a környezeti bűncselekmények feltárása felé történt jelentős elmozdulásként és meghatározó következményekkel járó lépésként értékelték.

#### Jegyző
A Jegyző hivatala felel a Bíróság igazságszolgáltatáson kívüli aspektusaiért és a fenntartási tevékenységekért. Ez magában foglalja többek között "a jogsegélyügyek kezelését, a Bíróság működtetését, az áldozatokkal és a tanúkkal kapcsolatos ügyeket, a védelem biztosítását, a büntetésvégrehajtó egységet, valamint a nemzetközi szervezetek részére nyújtott általános szolgáltatások biztosítását, úgy, mint például pénzügy, fordítás, épületgazdálkodás, beszerzés és személyzet ". A hivatal vezetője a jegyző, akit a bírák ötéves időszakra választanak meg. A jelenlegi jegyző Osvaldo Zavala Giler.

## Joghatóság és elfogadhatóság
A Római Statútum megköveteli, hogy egy adott ügy több kritériumnak is megfeleljen, mielőtt a vádlottat Bíróság elé állítják. Az alapokmány három joghatósági követelményt és három elfogadhatósági követelményt tartalmaz. Az ügy lefolytatásához minden feltételnek teljesülnie kell. A három joghatósági követelmény a következő: (1) tárgyi joghatóság (mely cselekedetek képeznek bűncselekményeket), (2) területi vagy személyes joghatóság (hol követték el a bűncselekményeket, vagy kik követték el azokat), és (3) időbeli joghatóság (mikor követték el a bűncselekményeket).

### Tárgyi joghatósági követelmények
A Bíróság tárgyi joghatósága azokat a bűncselekményeket jelenti, amelyekért az egyes személyek vonhatóak felelősségre. Az egyes személyek, egyének csak az alapokmányban felsorolt bűncselekmények miatt vonhatók büntetőeljárás alá. Az elsődleges bűncselekményeket az alapokmány 5. cikkelye sorolja fel és későbbi cikkelyekben határozza meg: népirtás (a 6. cikkben meghatározottak), emberiség elleni bűncselekmények (a 7. cikkben meghatározottak), háborús bűncselekmények (a 8. cikkben meghatározottak) és agressziós bűncselekmények (meghatározott a 8a. cikkben) (amely még nem tartozik a Bíróság hatáskörébe; lásd alább). Ezenkívül a 70. cikkely meghatározza az igazságszolgáltatás elleni bűncselekményeket, amely az ötödik bűncselekmény-kategória, melyért az egyének felelősségre vonhatóak.

#### Népirtás
A 6. cikkely a népirtás bűncselekményét úgy határozza meg, mint "a nemzeti, etnikai, faji, vagy vallási csoport egészének vagy részleges megsemmisítésének szándékával elkövetett cselekedeteket". Öt ilyen cselekmény minősül népirtás bűncselekménynek a 6. cikkely alapján:
1.  Egy népcsoport tagjainak megölése
2.  Súlyos testi vagy mentális károsodás okozása egy népcsoport tagjai számára
3.  Egy népcsoport életfeltételeinek tudatos befolyásolása annak érdekében, hogy az fizikailag megsemmisüljön
4.  Intézkedések bevezetése egy népcsoporton belüli születések megakadályozására
5.  Egy népcsoport gyermekeinek egy másik népcsoportba való kényszerítése
A fenti bűncselekmények meghatározása megegyezik a népirtás 1948-as ENSZ Közgyűlésén elfogadott „Egyezmény a népirtás bűncselekményének megelőzéséről és büntetéséről” dokumentumába foglaltakkal.
Az Akayesu-ügyben a Bíróság arra a következtetésre jutott, hogy mások közvetlen és nyilvános felbujtása a népirtás elkövetésére önmagában is bűncselekményt jelent.

#### Emberiesség elleni bűntettek
A 7. cikkely az emberiség elleni bűntetteket olyan cselekedetekként határozza meg, amelyeket "a polgári lakosság ellen elkövetett széles körű vagy szisztematikus támadás részeként tudatosan követnek el".
A cikkely 16 ilyen különböző bűncselekményt sorol fel:
1.  Gyilkosság
2.  Népirtás
3.  Rabszolgaság
4.  A lakosság deportálása vagy erőszakos kitelepítése
5.  Büntetés vagy más súlyos fizikai szabadságmegvonás
6.  Kínvallatás
7.  Nemi erőszak
8.  Szexuális rabszolgaság
9.  Prostitúcióra kényszerítés
10. Erőszakos terhesség
11. Erőszakos sterilizálás
12. Szexuális erőszak
13. Zaklatás
14. Személyek eltüntetése
15. Faji megkülönböztetés
16. Egyéb embertelen cselekedetek

#### Háborús bűnök
A 8. cikkely meghatározza a háborús bűncselekményeket attól függően, hogy egy fegyveres konfliktus nemzetközi (ami általában országok közötti harci cselekményeket jelent), vagy nem nemzetközi (ami általában nem országok között áll fönn, hanem lázadó csoportok között, vagy egy állami és egy nem állami fél között történik). Összesen 74 háborús bűncselekmény van a 8. cikkelyben felsorolva. A legsúlyosabb bűncselekmények azonban azok, amelyek vagy az 1949. évi Genfi Egyezmény súlyos megsértését jelentik a nemzetközi konfliktusok vonatkozásában, illetve az 1949. évi Genfi Egyezmény 3. cikkelye súlyos megsértését, amelyek a nem nemzetközi konfliktusokra vonatkoznak.
Genfi Egyezmény súlyos megsértését 11 olyan bűncselekmény jelenti, amelyek csak a nemzetközi fegyveres konfliktusokra alkalmazhatóak:
1.   Szándékos gyilkosság
2.   Kínvallatás
3.   Embertelen bánásmód
4.   Biológiai kísérletek
5.   Szándékosan nagy szenvedés okozása
6.   Ingatlan kisajátítása, megsemmisítése
7.   Ellenséges erőben való fegyveres szolgálatra kényszerítés
8.   A tisztességes tárgyaláshoz való jog megtagadása
9.   Törvénytelen deportálás és költöztetés
10.  Törvénytelen fogva tartás
11.  Túszszedés
Az alábbi hét bűncselekmény jelenti a Genfi Egyezményben szereplő 3. cikkely súlyos megsértését, melyek csak a nem nemzetközi fegyveres konfliktusokra alkalmazhatóak:
1.  Gyilkosság
2.  Megcsonkítás
3.  Kegyetlen bánásmód
4.  Kínvallatás
5.  A személyes méltóság megsértése
6.  Túszszedés
7.  Büntetés vagy kivégzés törvényes eljárás nélkül
Ezenkívül 56 további bűncselekmény is szerepel a 8. cikkben: 35, amelyek a nemzetközi fegyveres konfliktusokra, és 21, amelyek a nem nemzetközi fegyveres konfliktusokra vonatkoznak. Az ilyen bűncselekmények magukban foglalják a polgárok, vagy polgári célpontok megtámadását; a békefenntartók megtámadását; kínzással halál vagy károsodás okozását; a polgári lakosság megszállt területekre vitelét; az orvgyilkosságot vagy orvtámadást; a hadifogoly jogállás tiszteletben tartásának megtagadását; az öldöklést; a méreg alkalmazását, a dumdum golyók használatát; a megerőszakolást és a szexuális erőszak egyéb formáit; valamint a gyermekek toborzását, vagy gyermekkatonák bevetését.

#### Az agresszió bűntette
A 8a. cikkely meghatározza az agresszió bűntettét, ugyanakkor a Bíróság egyelőre nem emelhet vádat egyes személyek által elkövetett bűncselekmények miatt. Az alapokmány eredetileg úgy rendelkezik, hogy a Bíróság csak akkor gyakorolhatja joghatóságát az agresszió bűncselekménye felett, ha a tagállamok megállapodnak a bűncselekmény definiálásáról, illetve meghatározzák a büntetőeljárások feltételeit. Ezt a módosítást a Nemzetközi Büntetőbíróság első reviziós konferenciáján fogadtak el az ugandai Kampalában, 2010 júniusában. E módosítás ugyanakkor kimondta, hogy a Nemzetközi Büntetőbíróság csak akkor gyakorolhatja az agressziós bűncselekmény fölött a joghatóságát, ha két további feltétel teljesül: (1) a módosítás mind a 30 tagállamban hatályba lép, és (2) amennyiben 2017. január 1-jén, vagy azt követően a tagállamok közgyűlése a Bíróság joghatósága gyakorlásának engedélyezéséről szavazott.
A módosított statútum az agresszió bűntettét úgy határozza meg, mint "egy olyan meghatározó pozícióban lévő egyén tervezésben, előkészítésben, kezdeményezésben, vagy végrehajtásban való részvétele, mely arra irányul, hogy ténylegesen ellenőrzése alá vonja az állam politikai, vagy katonai vezetését, vagy irányítson egy olyan agressziót, amely jellegénél, súlyánál és nagyságánál fogva az Egyesült Nemzetek Alapokmányának nyilvánvaló megsértését jelenti." Az alapokmány az „agressziós bűncselekményt" úgy határozza meg, hogy az akkor valósul ,meg, "ha egy állam fegyveres erőt alkalmaz a területi szuverenitás megsértésével egy másik állam integritása, vagy politikai függetlensége ellen, illetve bármely más módon az Egyesült Nemzetek Alapokmányával összeegyeztethetetlen agressziós cselekedetet hajt végre." A cikkely hét olyan agressziós tett felsorolását is tartalmazza, amelyek megegyeznek az 1974 évi, az Egyesült Nemzetek Közgyűlésének 3314. számú határozatába foglaltakkal, és a következőket tartalmazzák abban az esetben, ha egy állam egy másik állam ellen agressziót hajt végre:
1.  Egy terület elleni fegyveres erők által indított invázió, vagy támadás
2.  Egy terület katonai megszállása
3.  Egy terület annektálása
4.  Egy terület bombázása
5.  Fegyveres fellépés egy terület ellen
6.  Kikötők vagy partok blokádja
7.  Szárazföldi-, tengeri-, vagy a légierőbázisok, illetve tengeri-, vagy légiflották elleni támadás
8.  Olyan fegyveres erők bevetése, amelyek egy meghatározott egyezmény alapján egy másik állam területén állomásoznak, és bevetésük ellentétes az egyezmény feltételeivel
9.  Annak jóváhagyása, hogy egy másik állam felhasználjon egy területet egy harmadik állam elleni erőszakos cselekmény elkövetésére
10. Fegyveres bandák, csoportok, irreguláris csapatok, vagy zsoldosok bevetése fegyveres erőszakos cselekedetek végrehajtására.

#### Az igazságszolgáltatás elleni bűntettek
A 70. cikkely bűncselekménnyé nyilvánít bizonyos szándékos cselekedeteket, amelyek akadályozzák a Bíróság előtti nyomozást és eljárást, ideértve hamis tanúvallomások tételét, hamis bizonyítékok bemutatását, a Bíróság tanúinak, vagy tisztviselőinek korrupt módon történő befolyásolását, a Bíróság tisztviselőinek történő bosszúállást, valamint megvesztegetés kezdeményezését, vagy elfogadását a Bíróság tisztviselőjeként.

### Területi, vagy egyéni joghatósági követelmények
Ahhoz, hogy az egyént a Bíróság büntetőeljárás alá vonja, fenn kell állnia a területi vagy egyéni joghatóságnak. Ezért az egyént csak akkor lehet büntetőeljárás alá vonni, ha (1) bűncselekményt követett el a Bíróság területi illetékességi területén, vagy (2) bűncselekményt követett el, miközben olyan állam állampolgára, amely a Bíróság területi joghatósága alá tartozik.

#### Területi joghatóság
A Bíróság területi joghatósága magában foglalja azon államok területét, lajstromozott hajóit és regisztrált repülőgépeit, amelyek (1) a Római Statútum tagjai, vagy (2) elfogadták a Bíróság illetékességét, melyről nyilatkozatot nyújtottak be a Bíróságnak.
Az ENSZ Biztonsági Tanácsa által a Bírósághoz rendelt ügyekben a területi joghatóságot a Biztonsági Tanács határozza meg, amely kiterjedtebb lehet, mint a Bíróság szokásos területi illetékessége. Például, ha a Biztonsági Tanács olyan esetet rendel a Bírósághoz, amely olyan állam területén történt, amely sem nem tagja a Római Statútumnak, sem nem nyújtott be elfogadó nyilatkozatot, a Bíróság ebben az esetben is büntetőeljárást indíthat az adott állam ellen.

#### Személyes joghatóság
A Bíróság személyes joghatósága kiterjed minden olyan természetes személyre, aki bűncselekményt követ el, függetlenül attól, hogy hol tartózkodik, vagy, hogy a bűncselekményt hol követte el, amennyiben állampolgára (1) egy, a Római Statútumot elfogadott tagországnak, vagy (2) egy olyan országnak, amely nyilatkozat benyújtása mellett elfogadta a Bíróság joghatóságát. A területi joghatósághoz hasonlóan a Biztonsági Tanács kibővítheti a személyes joghatóság körét, amennyiben egy ügyet a Bíróság elé utal.

### Időbeli joghatósági követelmények
Az időbeli joghatóság az az időszak, amely alatt a Bíróság gyakorolhatja hatáskörét. Elévülési idő nem vonatkozik az alapokmányban meghatározott egyik bűncselekményre sem. A Bíróság joghatósága azonban nem korlátlanul visszamenőleges hatályú. Az egyének csak a 2002. július 1-jén vagy azt követően, azaz a Római Statútum hatálybalépésének időpontjától elkövetett bűncselekmények esetén vonhatóak felelősségre. Ha egy tagállam 2002. július 1-ét követően fogadta el az Alapokmányt, és lett így a Bíróság tagja, akkor a Bíróság bizonyos esetekben nem gyakorolhat joghatóságot a tagság keletkezésének időpontja előtt. Például, ha az Alapokmányt egy ország 2003. január 1-jén léptette hatályba, akkor a Bíróság abban az országban csak a 2003. január 1-jén, vagy azt követően elkövetett bűncselekmények tekintetében gyakorolhat időbeli joghatóságot, illetve állampolgárait ettől az időponttól vonhatja felelősségre.

### Elfogadhatósági követelmények
A nyomozás megindításához az ügyésznek (1) „meggyőző alapja kell hogy legyen arra, hogy feltételezze, hogy a Bíróság joghatósága alá tartozó bűncselekményt követtek, vagy követnek el”, (2) a nyomozásnak összhangban kell állnia a komplementaritás elvével, és (3) a nyomozás az igazságosság érdekeit kell hogy szolgálja.

#### A komplementaritás elve
A komplementaritás elve azt jelenti, hogy a Bíróság csak akkor indít vádat az egyén ellen, ha az államok nem hajlandóak, vagy nem képesek büntetőeljárás megindítására. Ezért, ha a bűncselekményekre vonatkozóan törvényes nemzeti nyomozás, vagy eljárás folyik, a Bíróság nem indít eljárást. Ez az elv a nemzeti eljárások eredményétől függetlenül alkalmazandó.  Amennyiben egy nyomozást büntetőjogi vádemelés nélkül is zárnak le, vagy ha a vádlottat egy nemzeti bíróság felment, a Bíróság nem indít büntetőeljárást az érintett személy ellen a szóban forgó bűncselekmény ügyében, amennyiben meggyőződött arról, hogy a nemzeti eljárás jogszerű volt. A komplementaritás elvének jelenlegi alkalmazását azonban a közelmúltban elméleti vizsgálatnak vetették alá.

#### Súlyozás
Bíróság csak akkor indít eljárást, ha a bűncselekmény "elegendő súllyal bír ahhoz, hogy szükségessé tegye a Bíróság további fellépését".

#### Az igazságszolgáltatás érdekei
Az ügyész nyomozást kezdeményez, kivéve ha "a bűncselekmény súlyának és az áldozatok érdekeinek figyelembevétele mellett nyomós okkal feltételezhető, hogy a nyomozás nem szolgálná az igazságszolgáltatás érdekeit". Ezenkívül még akkor is, ha a nyomozást már megindították és fontos bizonyítékokat szereztek a vádemelés alátámasztására, illetve a gyanúsítás alapos indokával kapcsolatban nem merül fel kétség, a ügyésznek ebben az esetben is döntenie kell arról, hogy a vádemelés szolgálja-e az igazságszolgáltatás érdekeit, "figyelembe véve az összes körülményt, köztük a bűncselekmény súlyát, az áldozatok érdekeit, a gyanúsított életkorát, vagy fogyatékosságát, valamint az állítólagos bűncselekményben betöltött szerepét".

## Pénzügyi források
Az Nemzetközi Büntetőbíróságot a tagállamok hozzájárulásai finanszírozzák. Az egyes államok által fizetendő összeget az Egyesült Nemzetek Szervezetével azonos módszer szerint kell meghatározni: az egyes államok hozzájárulása az adott ország fizetőképességén alapul, amely olyan tényezők függvénye, mint a nemzeti jövedelem és a népesség. Az a maximális összeg, amelyet egy ország egy adott évben fizethet, az a Bíróság költségvetésének 22% -ára korlátozódik; Japán ezt az összeget fizetette 2008-ban.
A Bíróság 80,5 millió eurót költött 2007-ben. A tagállamok közgyűlése 90,4 millió eurós költségvetést hagyott jóvá a 2008. évre, 101,2 millió eurót a 2009. évre, és 141,6 millió eurót a 2017. évre. 2017. áprilisát tekintve a Nemzetközi Büntetőbíróság alkalmazottainak száma mintegy 100 országból összesen 800 főt tesz ki.

## A Bíróság működése napjainkig
Az ügyész mostanáig 11 ügyben indított nyomozást: kettőt a Közép-afrikai Köztársaságban és egyet-egyet Burundiban Elefántcsontparton; Dárfúrban, Szudánban; a Kongói Demokratikus Köztársaságban; Grúziában; Kenyában; Líbiában; Maliban; és Ugandában. Ezenkívül az Ügyészi Hivatal tíz ügyben folytat előzetes vizsgálatokat, melyek az alábbi országokat érintik: Afganisztánt, Banglades/Mianmart; Kolumbiát; Guineát; Irakot/az  Egyesült Királyságot; Nigériát; Palesztinát; a Fülöp-szigeteket; Ukrajnát; és Venezuelát a 2017. április óta tartó események folytán. Az előzetes vizsgálatokat lezárták Gabonban; Hondurasban; a Comore-szigeteken, Görögországban és Kambodzsában a lajstromozott hajók ügyében; Dél-Koreában, illetve Venezuelában a 2002. július 1-je óta zajlott eseményekkel kapcsolatban.
A Bíróság Tárgyalás-előkészítő Kollégiuma 44 embert vádolt meg nyilvánosan. Az Nemzetközi Büntetőbíróság 36 személyre adta ki a letartóztatási parancsot, és nyolc másik személyt idézett be. Hat személy van őrizetben. Eljárás 22 személy ellen van folyamatban, ezek közül 15 szökésben van, egyet letartóztattak, de a Bíróság nem vette őrizetbe, két személy ellen előzetes vizsgálatot folytatnak, négy ellen pedig tárgyalás folyik. A többi 22 személy ellen indított eljárás lezárult: ketten büntetésüket töltik, négyen letöltötték a büntetésüket, kettőt felmentettek, hat esetben elutasították velük szemben emelt vádakat, kettő esetében visszavonták a vádakat, az egyik az ügyet megalapozatlannak nyilvánították, míg négyen meghaltak a tárgyalásuk előtt.
A Kongói Demokratikus Köztársasággal kapcsolatos Lubanga és Katanga, illetve Chui ügyében folytatott tárgyalások lezárultak. Lubangát és Katangát 14 és 12 év börtönbüntetésre ítélték, míg Chuit pedig felmentették.
A Bemba-tárgyalás a Közép-afrikai Köztársasággal kapcsolatban lezárult. Bembárt elítélték kétszeres emberiség elleni bűncselekményért és háromszoros háborús bűncselekmény miatt. Ez volt az első alkalom, amikor a Nemzetközi Büntetőbíróság elítélt valakit szexuális erőszak miatt, mivel szexuális erőszak tényállását is megállapította az ítélet alapjául.
Ntaganda ügyében (Kongói Demokratikus Köztársaság), illetve Laurent Gbagbo és Blé Goudé (Elefántcsontpart) ügyében folynak a tárgyalások. Banda tárgyalása a szudáni Dárfúr ügyében 2014-re volt beütemezve, de a kezdést elnapolták. Bizonyítást nyertek a Dominic Ongwen ellen az ugandai ügyben és Ahmed al-Faqi ellen a mali ügyben felhozott vádakat; mindkettő várja a tárgyalását. 

## Izrael és a Nemzetközi Büntetőbíróság
Izraelt különböző nemzetközi szervezetek és jogvédő szervezetek évtizedek óta vádolják a palesztin népesség ellen elkövetett súlyos jogsértésekkel. Izrael azonban nem tagja a Nemzetközi Büntetőbíróságnak és a szervezet joghatóságát sem ismeri el területén, így nem indultak büntetőeljárások a vádak kapcsán. Azonban 2015-ben Palesztina elismerte az ICC joghatóságát, így a bíróság ügyészei elkezdhették feltárni és kivizsgálni a megszállt palesztin területeken palesztin fegyveres ellenállási szervezetek és Izrael állam és intézményei által elkövetett háborús bűnöket, emberiesség elleni bűnöket, jogsértéseket. Ennek megfelelően 2015-ben az Ügyészi Hivatal előzetes vizsgálatokat indított.
2024. május 20-án a Nemzetközi Büntetőbíróság ügyésze, Karim Khan háborús bűnök és emberiesség elleni bűncselekmények elkövetésének megalapozott gyanúja miatt elfogatóparancs kiadását kérte Benjámín Netanjáhú izraeli miniszterelnök és Joáv Galant izraeli védelmi miniszter, valamint a Hamász három vezetője, Iszmáíl Hanije, Mohammed Deif és Jahja esz-Szinvár ellen. Joe Biden, az USA elnöke Khan lépését "botrányosnak" nevezte, Netanjáhú pedig a “modern idők egyik nagy antiszemitájának” nevezte az ügyészt.
2024. május 28-án a Guardianban tényfeltáró írás jelent meg arról, hogyan próbálta Izrael már az előzetes vizsgálatok megindításától kisiklatni vagy megakadályozni az eljárást. Az izraeli titkosszolgálatok megfigyelték és lehallgatták a Nemzetközi Büntetőbíróság tisztésgviselőit és hivatalnokait, megpróbálták bemocskolni, lejáratni és kényszeríteni őket.
Benjámin Netanjáhú 2024. szeptember 27-én az ENSZ Közgyűlésének 79. ülésén tartott beszédében, hosszú tirádája végén az ENSZ-t „antiszemita mocsárnak” (antisemitic swamp) nevezte, antiszemitizmussal vádolta a Nemzetközi Büntetőbíróság ügyészét, Karim Khant és azt állította, hogy az ügyész elhamarkodottan lép fel az izraeli szereplők ellen, miközben valójában az előzetes vizsgálatok 2015 óta zajlanak.
2024. november huszonegyedikén a Nemzetközi Büntetőbíróság elfogatóparancsot adott ki Benjámin Netánjáhú izraeli miniszterelnök és Joáv Galant korábbi védelmi miniszter ellen háborús bűnök és emberiesség elleni bűncselekmények megalapozott gyanúja miatt.
2025. augusztus 1-én újabb tényfeltáró írás jelent meg a Middle East Eyeban arról, Izrael és nyugati támogatói hogyan próbálták ellehetetleníteni vagy leállítani a Nemzetközi Büntetőbíróság izraeli háborús bűnök feltárására irányuló eljárását. David Cameron, aki akkor épp külügyminiszter volt, 2024. április 23-án egy telefonbeszélgetésben ordítozva fenyegette meg Karim Khant, azt ígérve, hogy a brit kormány megszünteti a Nemzetközi Büntetőbíróság finanszírozását és kilép a Római Statútumból, ha a Büntetőbíróság elfogatóparancsot mer kiadni izraeli vezetők ellen. 2024. április 24-én egy tucat amerikai republikánus szenátor levélben fenyegette meg Khant arra az esetre, ha fel merészelne lépni Izrael ellen, azt ígérve, hogy ha a Büntetőbíróság elfogatóparancsot ad ki izraeli vezetők ellen, akkor az USA szankciókat vezet be az ICC alkalmazottai és munkatársai ellen, és kitiltja őket és családtagjaikat az Egyesült Államokból. 2024. május elsején egy telekonferencia zajlott az ICC vezető tisztségviselői és amerikai szenátorok kétpárti csoportja közt. A konferencia keretében Lindsey Graham republikánus szenátor ordítva fenyegette az ICC munkatársait, kijelentve, hogy "az ICC Afrikának készült és olyan bűnözőknek, mint Putyin, nem olyan demokráciáknak, mint Izrael".

## A Nemzetközi Büntetőbíróság és Magyarország
A Magyar Köztársaság a Római Statútumot 1999. január 15-én aláírta, majd az Országgyűlés azt 2001. november 6-án ratifikálta (72/2001. OGY határozat). A Statútum szövege magyar nyelven a mai napig nincsen kihirdetve, a ratifikáló országgyűlési határozat T/4490. sz. alatt törvényjavaslatként 2003-2006 között folyamatosan az Országgyűlés előtt volt, ám végül visszavonták azt. Így a Nemzetközi Büntetőbíróság statútumának formálisan a mai napig nincsen hivatalos, jogszabály-erejű magyar nyelvű szövege – a törvényjavaslathoz csatolt hivatalos fordítást tekinthetjük annak.
Kovács Péter, egykori magyar alkotmánybíró, 2015-től 2024-ig volt tagja a bíróságnak.
2025. március 30-án híre kelt a sajtóban, hogy Orbán Viktor korábbi meghívására Benjámin Netánjáhú többnapos hivatalos látogatásra Magyarországra utazik. A hírre elítélőleg reagált többek közt az Euro-Med Human Rights Monitor és az Amnesty International jogvédő szervezet is, kiemelve, hogy Netanjáhút súlyos háborús- és emberiesség elleni bűncselekményekért körözik, így Magyarországnak kötelessége őt letartóztatni, ha módjában áll, mivel azok a bűncselekmények, amelyek elkövetésével őt a Nemzetközi Büntetőbíróság megvádolta az ENSZ minden tagállama által egyetemes hatállyal üldözendők.
Netanjáhú 2025. április harmadikán érkezett Magyarországra. Az érkezése előtti órákban a magyar kormány bejelentette, hogy kilép a Nemzetközi Büntetőbíróságból, arra hivatkozva, hogy annak működése politikaivá vált, amit az izraeli vezetők elleni elfogatóparancsok is mutatnak. A magyar kormány lépését európai kormányok és emberi jogi szervezetek egyaránt bírálták. Így Magyarország lett az EU egyetlen olyan tagországa, amely nem tagja a Nemzetközi Büntetőbíróságnak. A kilépés 2026 nyarán válik hatályossá, addig az országnak teljesítenie kell a tagságból eredő kötelezettségeit.
Netanjáhút budapesti tartózkodása alatt a magyar hatóságok nem vették őrizetbe, és nem adták át a Nemzetközi Büntetőbíróságnak, bár az Magyarországnak kötelessége lett volna.

## Fordítás
- Ez a szócikk részben vagy egészben az International Criminal Court című angol Wikipédia-szócikk ezen változatának fordításán alapul.  Az eredeti cikk szerkesztőit annak laptörténete sorolja fel. Ez a jelzés csupán a megfogalmazás eredetét és a szerzői jogokat jelzi, nem szolgál a cikkben szereplő információk forrásmegjelöléseként.